# Ocupação do Congresso Nacional do Brasil em 2025
Ocupação do Congresso Nacional do Brasil em 2025 refere-se à ocupação das Mesas Diretoras da Câmara dos Deputados e do Senado Federal por parlamentares nos dias 5 e 6 de agosto de 2025, em uma manifestação que interrompeu as atividades legislativas.

## Contexto
O ato começou em resposta à decisão do ministro do STF, Alexandre de Moraes, de conceder prisão domiciliar ao ex-presidente Jair Bolsonaro, no âmbito das investigações sobre os atos de 8 de janeiro de 2023. Os protestantes exigiam inclusão na pauta de votação de propostas que tratassem da anistia aos participantes dos atos de 8 de janeiro e do fim do foro privilegiado para autoridades.

## Desdobramento
Durante a ocupação, os parlamentares permaneceram nas mesas das Casas, colaram adesivos na boca, acorrentaram os braços e passaram a noite nos plenários; a sessão solene de reabertura dos trabalhos acabou sendo cancelada; a Polícia Legislativa esteve de prontidão, porém sem intervir inicialmente. A deputada Julia Zanatta (PL-SC) foi alvo de críticas ao levar sua filha de quatro meses na ocupação, o que levou a denúncias ao Conselho Tutelar.

## Resposta
O presidente da Câmara, Hugo Motta (Republicanos-PB), qualificou a ocupação como inaceitável, e ameaçou aplicar sanções regimentais, incluindo a suspensão do mandato por até seis meses, e considerou o uso da Polícia Legislativa para desobstrução do plenário. No Senado Federal, o presidente Rodrigo Pacheco (PSD-MG) também condenou a ação e defendeu o respeito às instituições democráticas.

## Conclusão
Na noite de 6 de agosto, a situação acabou sendo revertida: Hugo Motta reassumiu a cadeira da presidência da Câmara e abriu sessão formalmente, afirmando que "a democracia não se negocia" e que "interesses pessoais não se sobrepõem à vontade popular".

## Repercussão
O episódio teve ampla repercussão na imprensa e no Congresso Nacional; partidos de diferentes espectros se manifestaram criticamente. O tema também suscitou debates acalorados nas redes sociais.